# Consorzio Promovetro Murano
Il Consorzio Promovetro Murano è un Consorzio nato per la promozione e la tutela del Vetro di Murano, con sede nell'Isola di Murano a Venezia, è attualmente gestore del marchio della Regione Veneto Vetro Artistico® Murano.

## Il Consorzio
Il Consorzio è nato nel 1985, da un gruppo di imprese artigiane attive nella produzione di vetro artistico di Murano. Annovera tra i suoi soci Confartigianato Venezia e Confindustria Venezia, le due principali associazioni di categoria del settore vetro. Attualmente rappresenta una cinquantina di aziende produttrici di vetro artistico. Fin dall'inizio l'obiettivo prioritario del Consorzio Promovetro è stata la valorizzazione dell'immagine del vetro artistico di Murano con lo scopo di conservare e difendere la sua arte millenaria, valorizzando nel mondo questo importante patrimonio culturale.

## Il Marchio Vetro Artistico® Murano

[http://www.muranoglass.com Marchio Vetro Artistico® Murano

È un marchio collettivo istituito per legge e certifica che i prodotti sono realizzati nell'isola di Murano. Il marchio Vetro Artistico® Murano, disegnato da Diego Lazzarini, nasce ad opera della Regione del Veneto con la legge n.70 del 23 dicembre 1994. Ne viene affidata la gestione al Consorzio Promovetro Murano nel dicembre del 2001, con l'obiettivo di tutelare uno dei simboli del Made in Italy nel mondo. Il bollino riproduce il logo del marchio Vetro Artistico® Murano e può essere rosso oppure blu a seconda del tipo di lavorazione. In alto è riportato il codice identificativo dell'azienda produttrice e deve essere apposto su una parte in vetro dell'oggetto.